# Sérvia Marítima

Principados sérvios (Pagânia, Zaclúmia, Travúnia e Dóclea), os territórios do Império Bizantino na região e as vizinhas Croácia, Sérvia e Bulgária no século IX

Sérvia Marítima ou Região Marítima (em latim: Maritimam Regionem; em sérvio: Српско Приморје; romaniz.: Srpsko Primorje) é um termo usado no contexto histórico para descrever uma das duas divisões geográficas que constituíam a Sérvia na Idade Média. Atualmente compreende porções do Montenegro, Bósnia e Herzegovina, Croácia e Sérvia.
À época incluía boa parte de Montenegro, porções ao sul de Herzegovina e Dalmácia, enquanto a outra divisão, Transmontana (Zagorje), incluía boa parte da Bósnia, a porção oriental da Sérvia (Ráscia) e porções ao norte de Montenegro e Herzegovina. A Croácia ficava ao norte de Marítima e Trasmontana.